# Sant'Egidio 90 Villa Marchesa
L'Associazione Sportiva Sant'Egidio 90 Villa Marchesa, nota semplicemente come Villa Marchesa e talvolta Eco San Gabriele Teramo per ragioni di sponsorizzazione, è stata una squadra italiana di calcio a 5 con sede a Sant'Egidio alla Vibrata.

## Storia
Prima società di calcio a 5 della Val Vibrata, il Villa Marchesa è fondato nel marzo del 1990 da un gruppo di amici originari dell'omonima contrada di Sant'Egidio alla Vibrata; Ottavio Forlini è eletto presidente della neonata società che per la stagione 1990-91 si iscrive al campionato regionale di Serie C. Cinque anni più tardi la squadra vince il girone B di Serie B, guadagnando la promozione nella massima serie e la qualificazione ai play-off scudetto, nei quali gli abruzzesi sono eliminati al primo turno dai friulani del Palmanova. La stagione seguente, grazie al supporto dello sponsor "Eco di San Gabriele", il Villa Marchesa partecipa al campionato di Serie A, concluso all'ultimo posto. Retrocesso, il Villa Marchesa disputa un ultimo campionato in Serie B piazzandosi al terzo posto, sufficiente per assicurarsi il diritto di partecipazione alla neonata Serie A2 che tuttavia non disputerà mai: la società si fonde con l'Ascoli cessando di fatto l'attività sportiva.

## Partecipazione ai campionati
| Livello | Categoria | Partecipazioni | Debutto   | Ultima stagione | Totale |
| ------- | --------- | -------------- | --------- | --------------- | ------ |
| 1°      | Serie A   | 1              | 1996-1997 | 1996-1997       | 1      |
| 2º      | Serie B   | 2              | 1995-1996 | 1997-1998       | 2      |